# Chiền chiện trên một chủ đề
Chiền chiện trên một chủ đề (tiếng Czech: Skřivánci na niti) là bộ phim điện ảnh Tiệp Khắc sản xuất năm 1969, nhưng do chế độ kiểm duyệt khắt khe khi đó, nên không được công chiếu. Năm 1990, phim giành giải Gấu vàng tại Liên hoan phim quốc tế Berlin. Đây là bộ phim do Jiří Menzel đạo diễn, dựa theo tác phẩm của Bohumil Hrabal. Bộ phim kể về một nhóm công nhân và một nhóm các tù nhân nữ (gọi là kopečkářek) làm việc tại nhà máy thép và sân phế liệu ở Kladno. Trục chính của câu chuyện là một câu chuyện tình yêu về một thanh niên tù nhân và một thanh niên công nhân (diễn viên Vaclav Neckar và Jitka Zelenohorská).

## Diễn viên
- Rudolf Hrusínský as Trustee
- Vlastimil Brodský as Professor
- Václav Neckár as Pavel Hvezdár
- Jitka Zelenohorská as Jitka
- Jaroslav Satoranský as Guard Andel
- Vladimír Smeral as Minister
- Ferdinand Kruta as Kudla
- Frantisek Rehák as Drobecek
- Leos Sucharípa as Public prosecutor
- Vladimír Ptácek as Mlíkar
- Eugen Jegorov as Saxophonist (as Evzen Jegorov)
- Nada Urbánková as Lenka
- Vera Kresadlová as Convict
- Vera Ferbasová as Convict
- Jirina Stepnicková as Pavel's mother